# Полоумный Журден
«Полоумный Журден» — пьеса Михаила Булгакова. Является адаптацией с изменениями пьесы Жана-Батиста Мольера «Мещанин во дворянстве».

## История создания
В конце 1920-х — начале 1930-х годов Михаил Булгаков преимущественно занимался изучением творчества Жана-Батиста Мольера, французского драматурга XVII века. Кроме того, Мольер, его жизнь и творчество становятся на некоторое время ведущей темой в творчестве самого писателя. В это время создаются произведения, которые будут объединены в единый массив под названием «Мольериана». В «Мольериану» Булгакова включают пьесу «Кабала святош» («Мольер»), перевод пьесы Мольера «Скряга», роман-биографию «Мольер», написанный для серии ЖЗЛ (опубликован в 1962 г. под названием «Жизнь господина де Мольера»), а также адаптированный перевод пьесы Мольера «Полоумный Журден».
В конце 1929 года была написана пьеса «Кабала святош», принятая затем к постановке в Московском Художественном театре. В 1932 году Булгаков приступил к написанию романа «Мольер» для вновь основанной Горьким серии «Жизнь замечательных людей» и завершил его в 1933 году
В начале осени 1932 года Булгаков, по предложению Ю. А. Завадского, руководителя Государственного театра, приступает к переводу и адаптации пьесы «Мещанин во дворянстве» Мольера. Уже в ноябре 1932 года работа была закончена. Скорость работы Булгакова была обусловлена тем, что он прекрасно ориентировался в жизни и творчестве французского драматурга, а также великолепно знал жизнь театра того времени. Государственный театр отказался от пьесы. Пьесу запросили многие другие театры (в том числе МХАТ и Вахтанговский театр), которые, однако, также от неё отказались. Основные причины отказов театров от постановки «Полоумного Журдена» заключались, во-первых, в необходимости сложного технического оснащения (в пьесе необходимо много раз мгновенно менять декорации, обеспечивать различные трюки героев), во-вторых, в необычной форме пьесы. Многие пьесы Булгакова не нашли своего зрителя при жизни автора по политическим причинам, в то время как текст «Полоумного Журдена» был положен Булгаковым в шкаф с запрещенными сочинениями из-за невозможности найти площадку для его постановки.

## Сюжет
Сюжет, в целом, совпадает с сюжетом пьесы Мольера. Главное отличие пьесы Булгакова от пьесы Мольера — это «двойная игра». У Мольера пьеса представляет собой произведение в стиле классической драматургии, в то время как у Булгакова актёры сначала играют героев труппы театра Мольера, и лишь после этого — роли героев пьесы «Мещанин по дворянстве». В булгаковской пьесе роли героев «Мещанина во дворянстве», таким образом, играют не собственно актёры, а актёры мольеровской труппы, которых уже в свою очередь играют актёры современного театра.

## Художественный замысел
А. Грубин полагал, что основным художественным замыслом автора было создание сценического образа театра Мольера. Это позволило Булгакову более свободно подойти к творчеству Мольера и выйти за рамки простого перевода и адаптации текста «Мещанина во дворянстве».

## Особенности пьесы
Булгаков использовал свой излюбленный творческий приём — включение в художественное произведение «другой реальности» (в «Мастере и Маргарите» в сам роман включён роман о Понтии Пилате и т. п.). Такой приём до определённой степени стирает рамки понятия «реальность», что включает самого читателя (или зрителя) во всё, что происходит в художественном произведении. В «Полоумном Журдене» же Булгаков использовал «театр в театре». Это позволило ему более зрелищно показать начало и окончание спектакля, а также привлечь к действию почти всех актёров мольеровской труппы (кроме самого Мольера). Этот приём позволил Булгакову наиболее полно раскрыть свой художественный замысел.
В саму комедию «Мещанин во дворянстве» включены некоторые эпизоды и герои из других пьес Мольера («Брак поневоле», «Скупой», «Дон Жуан»), что создаёт квинтэссенцию творчества и жизни французского драматурга. В результате этого была создана самая настоящая «мольериана» — произведение, в котором можно увидеть театр Мольера, его соратников, а также сравнить (хотя и эпизодически) разные его произведения.
В пьесе Михаил Афанасьевич использовал также ещё один свой излюбленный приём, который позже наиболее ярко проявится в пьесе «Александр Пушкин», — раскрытие образа героя без его появления на сцене. Скорее всего, Булгаков, как писатель считавший себя последователем Гоголя, позаимствовал этот художественный приём из пьесы «Ревизор», где заглавный герой ни разу не появляется на сцене. По утверждению В. И. Лосева: «И в комедии „Полоумный Журден“, в сущности, главным героем является Мольер, хотя мы его не видим на сцене».
В результате проделанной Булгаковым работы над «Мещанином во дворянстве» герои получились иными, более русскими по характеру и менталитету, нежели французскими. Это хорошо видно на примере главного героя — Журдена. У Мольера он почти сумасшедший, действительно помешанный на идее дворянства; в пьесе Булгакова он более чудак, который в силу своей доверчивости и способности принимать желаемое за действительное становится несчастной (в какой-то степени даже тонкой) натурой, заслуживающей более сострадания, нежели порицания. Пьеса, таким образом, становится более драмой, нежели комедией. Финал Мольера похож на развязку фарса, у Булгакова — на счастливый финал комедии, которая при других обстоятельствах превратилась бы в трагедию.